# لايجند
لايجند هي قرية في مقاطعة خوانسار، إيران. يقدر عدد سكانها بـ 129 نسمة بحسب إحصاء 2016.